# مارکو ماتیس
مارکو ماتیس (انگلیسی: Marco Mathis؛ زادهٔ ۷ آوریل ۱۹۹۴) دوچرخه‌سوار اهل آلمان است.
از باشگاه‌هایی که در آن بازی کرده‌است می‌توان به تیم کاتیوشا–آلپتسین اشاره کرد.
وی در مسابقات کشوری و بین‌المللی در مجموع برندهٔ ۱ مدال طلا شده‌است.